# De Ginkel
De Ginkel est une localité des Pays-Bas située dans la commune d’Ede, dans la province de Gueldre.